# Telekia speciosissima
Telekia speciosissima är en art i strålögonsläktet av växtfamiljen korgblommiga växter som beskrevs av den schweiziske botanikern Augustin Pyrame de Candolle 1836. Arten växer endemiskt i Alperna i trakten av Lombardiet. Till arten räknades tidigare också dvärgstrålöga, Xerolekia speciosissima.